# 横田凱夫
横田 凱夫（よこた やすお、1939年（昭和14年）2月18日 - ）は、日本の政治家。元茨城県石岡市長。

## 人物・経歴
1939年生まれ。1964年、立教大学経済学部経営学科（現・経営学部）卒業。
茨城県職員を30数年務めたのち、茨城県石岡市長選挙に立候補し、2002年3月3日、市長に当選した。
2005年10月1日の八郷町と合併後も、新石岡市の初代市長に同年11月6日に就任し、2009年11月5日まで市長を務めた。